# Auguste Mélot
Auguste Charles Marie Joseph Mélot (Namen, 18 september 1871 - Neuengamme, 11 november 1944) was een Belgisch volksvertegenwoordiger.

## Biografie

### Familie
Auguste Mélot was een zoon van Ernest Mélot, advocaat, provincieraadslid van Namen, burgemeester van Namen, volksvertegenwoordiger, minister van Binnenlandse Zaken en senator.
Hij trouwde in 1896 in Rochefort met Madeleine de Collombs (1876-1898). Na haar overlijden trouwde hij in 1904 in Merelbeke met Marguerite Verhaegen (1881-1945), dochter van Arthur Verhaegen, architect, gemeenteraadslid van Merelbeke, gedeputeerde van Oost-Vlaanderen en volksvertegenwoordiger. Ze kregen drie zoons, waaronder Albert Mélot, en vier dochters. Hij was een schoonbroer van Pierre Verhaegen en burggraaf Charles-Alexis Terlinden.
Tijdens de Tweede Wereldoorlog maakte hij deel uit van de georganiseerde ontsnappingsroute Comète. Zijn zoon Albert, die in Londen was, werd in België geparachuteerd, maar na verklikking opgepakt. Er werd een actie ondernomen om hem te bevrijden, waarbij twee Duitsers gedood werden. De Duitse represailles waren vreselijk. Zowel Auguste en Marguerite als hun dochters Claire (1910-1998), Madeleine (1909-2001) en Suzanne (1913-1945) werden in juli 1944 opgepakt. Naast Auguste die overleed in Neuengamme, stierven Marguerite en Suzanne in Ravensbrück. Een zoon, Jean-Joseph Mélot (1913-1944), sneuvelde tijdens een actie van het Geheim Leger. Weinig families betaalden zo'n hoge tol voor hun patriottische inzet.

### Loopbaan
Mélot, die tot doctor in de rechten promoveerde, behoorde tot de bovenklasse van Namen en bouwde in zijn stad een kasteel in 18e-eeuwse stijl. Tegen het eind van de 20e eeuw was dit de zetel van de Cercle de Wallonie. Ondanks dit profiel behoorde hij zoals zijn schoonvader tot de democratische vleugel van de katholieke partij. Verder was hij de stichter van de Revue Sociale voor het arrondissement Namen.
Vanaf 1902 was hij katholiek volksvertegenwoordiger voor het arrondissement Namen en vervulde dit mandaat tot aan de eerste naoorlogse verkiezingen in 1919. 
In 1914 werd de bouw van zijn kasteel onderbroken en wat al was opgetrokken diende als kolonie voor zieke kinderen. Mélot vertrok naar Argentinië, waar hij voor de duur van de oorlog de zaakgelastigd minister werd op de Belgische ambassade.
Na de oorlog bleef hij invloedrijk als mededirecteur, samen met Henry Davignon, van het toonaangevende tijdschrift Revue générale de Belgique.

## Eerbetoon
Ter herdenking van de slachtoffers in de familie werden drie kinderen van Auguste Mélot-Verhaegen in de adelstand opgenomen:
- in 1967 Ernest Mélot, luitenant in het Geheim Leger, met de titel van baron,
- in 1975 Albert Mélot, met de titel van baron,
- in 1992 Madeleine Mélot, met de titel van barones.

## Publicaties (selectie)
- Des impôts sur les valeurs mobilières en France, Gent, 1895.
- Pensions ouvrières, Namen, 1900.
- Les acidents du travail dans l'agriculture, Brussel, 1906.
- L'invasione del Belgio. Une guerra injusta e barbara, Rome, 1915.
- Le martyre du clergé belge, Parijs, 1915.
- Le Parti catholique en Belgique, Leuven, Editions Rex, 1934.
- L'évolution du régime parlementaire en Belgique.